# Aloys Paul Trabucco
Aloys Paul Trabucco, o anche Luigi Paolo Trabucchi (Bormio, 1744 – Innsbruck, 6 novembre 1782), è stato un medico italiano.
Vi sono scarse notizie sulla sua vita. Frequentò dapprima il ginnasio dei Gesuiti a Bormio e quindi si iscrisse all'Università di Vienna dove studiò filosofia e medicina laureandosi nel 1768. In quello stesso anno pubblicò a Vienna il trattato Dissertatio inauguralis medica, de mechanismo et usu respirationis sulla respirazione.
Iniziò ad insegnare anatomia alla facoltà di medicina dell'Università di Innsbruck nel 1778; nel 1780 fu nominato professore ordinario, carica che mantenne fino al 1782, quando fu licenziato con l'indennizzo di un anno di stipendio per la trasformazione della facoltà in liceo. Abitava ad Innsbruck già dal 1775, anno dal quale era sistemato nel palazzo in Maria-Theresen Strasse n. 19.
Nell'ultimo anno di vita fu nominato medico personale dell'arciduchessa Maria Elisabetta d'Asburgo-Lorena.

## Opere
- Dissertatio inauguralis medica, de mechanismo et usu respirationis, Vienna, Johann Thomas Trattner, 1768.
- Dissertatio inauguralis medica, de usu medico glandis quercinae, Innsbruck, Oenipontii, 1781.